# Achero Mañas
Juan Antonio Mañas Amyach, más conocido como Achero Mañas (Madrid, 5 de septiembre de 1966), es un director y actor español.

## Biografía
Achero es hijo del dramaturgo Alfredo Mañas y de la actriz Paloma Amyach Paredes (más conocida como Paloma Lorena). Su infancia y adolescencia transcurren entre el barrio de Carabanchel y el de La Estrella, rodeado siempre de un ambiente cercano al mundo del teatro, la literatura y el arte, hecho este que marcará profundamente su personalidad y su vida. Tras cursar el bachillerato en el colegio Arcángel estudia pintura durante tres años en la Escuela de Artes y Oficios de la calle de la Palma. Durante esos años participa como actor en algunas obras de teatro e interpreta algún papel esporádico en el cine.
En el año 1984, gracias a una beca obtenida por su madre, se traslada a vivir con su familia a la ciudad de Nueva York. A lo largo de un año toma clases de teatro en la escuela Real Stage. Allí recibe clases de varios profesores, pero, especialmente, Patrick Brackford y Madeleine Sherwood marcarán profundamente su forma de entender la interpretación y la dirección de actores.
A la vuelta de Nueva York retoma en Madrid su carrera como actor, participando en diferentes montajes de teatro, cine y televisión. Trabaja con directores de prestigio como Adolfo Aristarain, Carlos Saura, Ridley Scott, Manuel Gutiérrez Aragón, Jorge Grau etc.
A raíz del nacimiento de su hija Laura decide dejar definitivamente la carrera como actor, actividad que le produce una profunda insatisfacción y un enorme hastío, para dedicarse por entero a la escritura.  Escribe y dirige su primer cortometraje titulado Metro en la ciudad de Barcelona en 1995. La producción es llevada a cabo por la productora Bausan Films. Obtiene, entre otros, el premio Luis Buñuel de cinematografía y el premio al mejor cortometraje en la Muestra Internacional de Montecatini Terme.
En el año 1996 escribe, dirige y produce su segundo cortometraje titulado Cazadores, con el que obtiene importantes premios, destacando el Goya al mejor cortometraje del año. En 1997 escribe, dirige y produce su tercer y último cortometraje Paraísos artificiales, con el que también obtiene relevantes premios tanto nacionales como internacionales. Ese mismo año retoma la escritura, iniciada anteriormente, de El Bola, guion que se convertirá en su primer largometraje. Poco tiempo después conoce al productor José Antonio Félez que, en esos momentos, está creando la compañía cinematográfica Tesela. La productora se interesa por el guion y después de llegar a un acuerdo sobre la versión definitiva se inicia la producción. Achero consigue que se acepten sus condiciones para dirigir la película, que consisten en un determinado número de semanas de rodaje, libertad absoluta en la elección de los actores, un mes de ensayos y el corte final del negativo. El Bola se estrena en el año 2000 y tiene una sorprendente acogida tanto de crítica como de público. Recibe innumerables premios nacionales e internacionales entre ellos cuatro premios Goya. Mejor guion original, mejor actor novel, mejor dirección novel y mejor película. Al año siguiente obtiene varias nominaciones de la Academia Europea recibiendo el premio Fassbinder como director.
En el año 2002 escribe, en colaboración con su hermano Federico Mañas, su segundo largometraje titulado Noviembre. Película sobre un grupo de teatro independiente, con la que obtiene destacados premios tanto nacionales como internacionales, entre otros, el premio Fipresci en el Festival Internacional de Toronto, el premio de la Juventud en el Festival Internacional de San Sebastián y el premio Luis Buñuel de cinematografía.
Un año más tarde Canal Plus le ofrece la dirección de un documental sobre el proceso de paz en Irlanda del Norte. Durante un año se dedica por entero al estudio y elaboración de dicho documental, entrevistando a los principales protagonistas del conflicto, destacando las intervenciones  del presidente del Sinn Féin Gerry Adams y los Premios Nobel de la Paz John Hume y David Trimble. Años después, por circunstancias personales, se traslada a vivir a la ciudad de Nueva York. En 2010 produce, escribe y dirige su tercera película titulada Todo lo que tú quieras con gran éxito de crítica pero reducida recaudación. Se estrena en el festival de cine de Toronto y es seleccionada en los festivales internacionales de mayor prestigio internacional.

## Filmografía como actor

### Series
- Las pícaras: La viuda de Valencia (1983)
- Tarde de teatro (1986)
- Una hija más (1991)
- Un día volveré (1993)
- Colegio Mayor (1994)
- Carmen y familia (1996)

### Cine
| Año  | Título                                        | Personaje           | Director                |
| ---- | --------------------------------------------- | ------------------- | ----------------------- |
| 1981 | Las aventuras de Enrique y Ana                | Coconut             | Tito Fernández          |
| 1987 | La guerra de los locos                        | Antón               | Manolo Matji            |
| 1990 | La puñalada                                   | Arbosset            | Jordi Grau              |
| 1992 | 1492: La conquista del paraíso                | Muchacho del Barco  | Ridley Scott            |
| 1992 | Disparando a Elizabeth                        | Chano               | Baz Taylor              |
| 1993 | ¡Dispara!                                     | Juan de la Encina   | Carlos Saura            |
| 1994 | La leyenda de la doncella                     | Manuel              | Juan Pinzás             |
| 1994 | Expo-X (cortometraje)                         | Torero              | Jaume Meléndez          |
| 1994 | Historias de la puta mili                     | El Chino            | Manel Esteban           |
| 1995 | Así en el cielo como en la tierra             | Pimentel            | José Luis Cuerda        |
| 1995 | Noctámbulos (cortometraje)                    | Mendigo joven       | Beatriz Campón          |
| 1995 | El rey del río                                | Fernando            | Manuel Gutiérrez Aragón |
| 1995 | Belmonte                                      | Belmonte            | Juan Sebastián Bollaín  |
| 1995 | La ley de la frontera                         | Xan                 | Adolfo Aristarain       |
| 1997 | Cazadores (cortometraje)                      | Entrevistador (voz) | Achero Mañas            |
| 2005 | Crímenes ejemplares de Max Aub (cortometraje) |                     | Carlos Grau             |

## Filmografía como director

### Largometrajes
- 2000 - El Bola
- 2003 - Noviembre
- 2010 - Todo lo que tú quieras[1]
- 2020 - Un mundo normal

### Documentales
- Blackwhite (2004)

### Cortometrajes
- Metro (1994)
- Cazadores (1997)
- Paraísos artificiales (1998)

## Premios
Premios Goya
| Año  | Categoría            | Película | Resultado |
| ---- | -------------------- | -------- | --------- |
| 2000 | Mejor director novel | El Bola  | Ganador   |
| 2000 | Mejor guion original | El Bola  | Ganador   |

Medallas del Círculo de Escritores Cinematográficos
| Año  | Categoría            | Película | Resultado |
| ---- | -------------------- | -------- | --------- |
| 2000 | Mejor guion original | El Bola  | Ganador   |
| 2000 | Premio revelación    | El Bola  | Ganador   |

Festival Internacional de Cine de San Sebastián
| Año  | Categoría             | Película  | Resultado |
| ---- | --------------------- | --------- | --------- |
| 2003 | Premio de la Juventud | Noviembre | Ganador   |